# تیم ملی فوتبال زیر ۲۳ سال ساحل عاج
تیم ملی فوتبال زیر ۲۳ سال ساحل عاج (انگلیسی: Ivory Coast national under-23 football team) نماینده ساحل عاج در مسابقات بین المللی زیر ۲۳ سال است.
اولین حضور تیم ملی زیر ۲۳ سال در صحنه جهانی در سال ۲۰۰۳ در مسابقات قهرمانی جوانان جهان در سال ۲۰۰۳ بود. آنها قبل از برکناری توسط ایالات متحده به دور یک شانزدهم  پایانی رسیدند.